# نووساپاشوو
نووساپاشوو (انگلیسی: Novosapashevo) یک شهرک در شهرستان کوگارچینسکی جمهوری باشقیرستان در کشور روسیه است.